# Paratachys edax
Paratachys edax är en skalbaggsart som beskrevs av Leconte 1851. Paratachys edax ingår i släktet Paratachys och familjen jordlöpare. Inga underarter finns listade i Catalogue of Life.